# Andreas Ludwig Adolph Meyn
Andreas Ludwig Adolph Meyn (* 7. April 1786 in Glückstadt; † 15. November 1858 (nicht 1859) in Kiel) war ein deutscher Pathologe.

## Familie
Andreas Ludwig Adolph Meyn war ein Sohn des Kaufmanns Jürgen Christian Meyn (getauft am 26. März 1750 in Glückstadt; † 20. Juni 1831 ebenda) und dessen Ehefrau Christina Dorothea Leopoldina, geborene Westhoff (* 14. Dezember 1764 in Glückstadt; † 3. Dezember 1824 ebenda). Sein Vater war ein Sohn des Kaufmanns Jürgen Meyn und dessen Ehefrau Catharina Margaretha, geborene Kramer. Vorfahren der Familie Meyn arbeiteten als Kaufleute in Glückstadt und Itzehoe. Die Mutter war eine Tochter des Gerichtsadvokaten Leopold Westhoff und dessen Ehefrau Augusta Friederica, geborene Röttger. Vorfahren der Familie Westhoff kamen aus Ostholstein, Lübeck, Stormarn, Schleswig, der Prignitz. Zu ihnen gehörten Geistliche, Advokaten, Landwirte und Handwerker.
Meyn heiratete 1819 Johanna Maria Heydorn (Heidorn) (* 27. April 1797 in Pinneberg; † 25. März 1875 in Kiel). Das Ehepaar hatte vier Söhne und zwei Töchter, darunter den Wissenschaftler Ludwig Meyn.

## Leben
Meyn ging bis 1800 auf die Gelehrtenschule seiner Heimatstadt und anschließend auf die Lateinschule von Tönning. 1804 begann er ein Medizinstudium an der Universität Kiel, das er 1808 mit der Promotion zum Dr. med. abschloss. Danach arbeitete er als Landschaftsarzt auf Föhr. 1810 bestand er die praktische Prüfung und wirkte danach in Pinneberg als Physikus der Herrschaft Pinneberg und der Grafschaft Rantzau. 1833 folgte er einem Ruf als Professor für Pathologie der Universität Kiel und als Direktor des dortigen Akademischen Krankenhauses. Er galt als guter Praktiker, was die oberste Zivilbehörde jedoch nicht davon abhielt, ihm 1851 seine Ämter zu nehmen. Der Grund hierfür war, dass Friedrich Theodor von Frerichs darauf bestand, die Klinikleitung zu übernehmen und drohte, Kiel andernfalls zu verlassen. Frerichs wechselte später trotzdem nach Breslau. Meyn wurde 1851 – gegen Ende der Schleswig-Holsteinischen Erhebung – zum Professor für Praktische Medizin und zum Direktor des Sanitätskollegiums ernannt, dem er seit 1833 angehörte. Die dänische Regierung entließ ihn und sieben weitere Professoren im Juni 1852 aus politischen Gründen.

## Bedeutung
Meyn machte als praktischer Landschaftsarzt und Physikus wichtige Erfahrungen, die er insbesondere als Krankenhausdirektor nutzen konnte. Als der Apotheker L. Chr. Schübler aus Kellinghusen ein Legat über 10.666 Reichstaler aussetzte, bemühte sich Meyn erfolgreich darum. Er sorgte dafür, dass die Physikatsgeschäfte von Stadt und Amt Kiel und die Ämter Kronshagen und Bordesholm einen leitenden Physikus bekamen und sprach sich für Professuren für Psychiatrie und Gerichtsmedizin aus, die aber nicht realisiert wurden.
1845 beteiligte sich Meyn an der Revision der Medizinalverfassung der Herzogtümer und schrieb dabei über gerichtsmedizinische und gesundheitspolizeiliche Angelegenheiten und praktische Medizin. Von 1837 bis 1843 gab er die Zeitschrift „Practische u. kritische Mitteilungen aus dem Gebiete der Medicin, Chirurgie und Pharmacie“ mit heraus. 1845 wurde er zum Etatsrat, 1847 zum Ritter des Dannebrogordens ernannt.